# Politiká
Politiká är en ort i Grekland.   Den ligger i prefekturen Nomós Evvoías och regionen Grekiska fastlandet, i den östra delen av landet, 70 km norr om huvudstaden Aten. Politiká ligger 78 meter över havet och antalet invånare är 1 498. Den ligger på ön Euboia.
Terrängen runt Politiká är varierad. Havet är nära Politiká åt sydväst. Runt Politiká är det ganska tätbefolkat, med 75 invånare per kvadratkilometer. Närmaste större samhälle är Chalkída, 15,8 km söder om Politiká. Trakten runt Politiká består till största delen av jordbruksmark.